# Mġarr ix-Xini

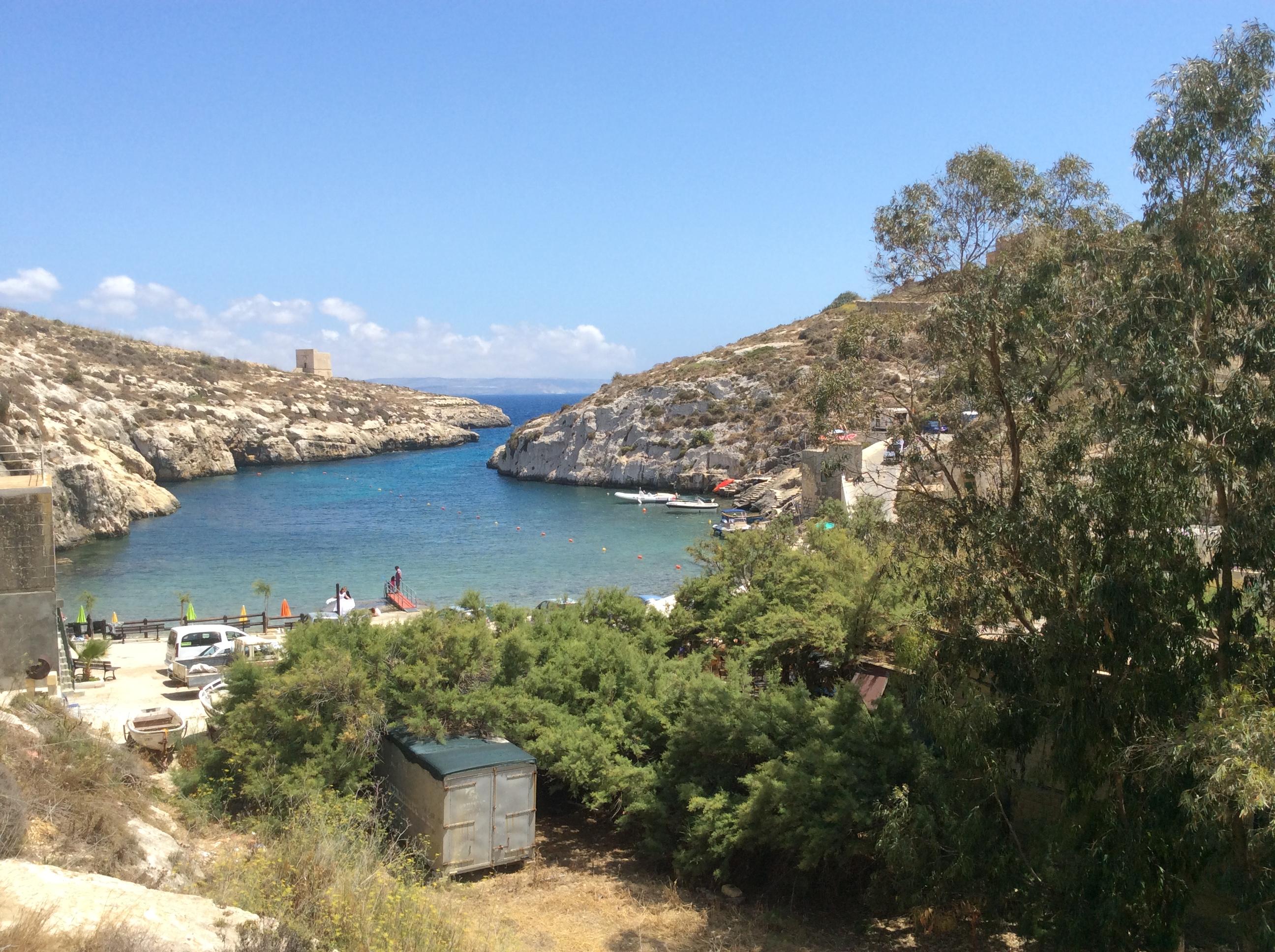
Baie de Mġarr ix-Xini

Mġarr ix-Xini (maltais : L-Imġarr ix-Xini), est une baie proche de Sannat sur l'île maltaise de Gozo. Elle se trouve à la fin d'une gorge à l'ouest du port de Mġarr, et à l'est de Ix-Xlendi, accessible depuis Sannat de la même façon que pour le village proche de Xewkija.
Sous la domination de l'Ordre de Saint-Jean de Jérusalem, la baie était utilisée comme port secondaire pour les galères. Une  petite tour de guet (en) fut érigée pour défendre la baie en 1661, et restaurée à diverses reprises ces dernières années,.
De nos jours, cet endroit isolé est populaire pour la baignade et la plongée. Le 12 novembre 1999, l'ancien ferry MV Xlendi effectuant la traversée Gozo-Malte a été volontairement coulé au large de la baie pour créer un récif artificiel et site de plongée. Cependant, le navire a basculé lors du naufrage et il a fini à l'envers. Il peut être dangereux pour les plongeurs inexpérimentés.
Le film Vue sur mer (2015), de et avec Angelina Jolie, ainsi que Brad Pitt, Niels Arestrup, Mélanie Laurent, Melvil Poupaud et Richard Bohringer, fut pour bonne partie tourné à Mġarr ix-Xini, d'août à novembre 2014. Pour les besoins du film, un village avait été construit en bord de plage au fond de la baie, de même qu'un hôtel à proximité de la tour. Ils ont été depuis démontés et le site remis en état,.